# Буковский, Лев Владимирович
Лев Влади́мирович Буко́вский (латыш. Ļevs Bukovskis; 12 июня 1910 — 18 марта 1984) — латвийский советский скульптор. Народный художник Латвийской ССР (1976), член-корреспондент Академии художеств СССР (1975).

## Биография
Родился 12 июня 1910 года в Риге в семье правоведа, крупнейшего в Латвии специалиста по гражданскому праву Владимира Иосифовича Буковского.
С 1932 по 1935 год учился на архитектурном факультете Латвийского университета в Риге, где его преподавателями были известные деятели искусства — живописец Вильгельм Пурвитис и архитектор Эрнест Шталберг.
Начиная с 1937 года регулярно выставлял свои работы на выставках изобразительного искусства.
С 1938 по 1939 год Лев Буковский занимается во Флорентийской академии искусства.
В 1942 году Лев Буковский входит в только что созданное первое творческое объединение Латвии — Кооператив мастеров изобразительного искусства, впоследствии переименованный в Производственное кооперативное товарищество художников.
В 1944 году немецким командованием, в связи с ухудшением ситуации на Восточном фронте, началось формирование дивизий из негерманских народов, и в конце войны Лев Буковский был призван в армию.
С 1945 года, после окончания Великой Отечественной войны, Лев Буковский является активным членом творческого комбината «Максла» («Искусство»), создавая станковые и монументально-декоративные произведения скульптуры.
Член Союза художников Латвийской ССР с 1957 года.
Из экспозиций последнего времени наиболее значительные — персональная выставка «Только бронза»: в Риге, в городах Екабпилс в 1981 и Фрунзе в 1983 году.
Похоронен в Риге на Лесном кладбище.

## Основные работы

Мемориал Саласпилс.
Центральные фигуры.
Скульптор Л. В. Буковский

Советские воины-освободители Риги.
Скульптор Л. В. Буковский
Фото: ноябрь, 2013 года

Монументальная скульптура:
 памятник Ленину в г. Варакляны (с А. Албергсом), памятники на братских кладбищах в Виляны и Галени (совместно с Албергсом), памятник на братском кладбище в Добеле (совместно с Албергсом и Терпиловским), памятник участникам революционного движения на рижском кладбище Матиса (1959, совместно с архитекторами А. Бирзениеком и О. Н. Закаменным), бюст Рудзутака в парке Коммунаров в Риге, один из авторов мемориального ансамбля в Саласпилсе (1967), мемориал столетия Праздника песни в Саду Виестура (1973, архитектор Г. Бауманис), бюст М. В. Келдыша в Риге (1978, архитектор Г. Бауманис), мемориальный ансамбль, посвящённый героям Великой Отечественной войны в городе Екабпилсе (1976, архитектор Г. Асарис), памятник Ленину в Екабпилсе (Крустпилсе, 1976, архитектор Г. Асарис), памятник Ленину в Кулдиге (1980, архитекторы Э. Балиньш, А. Орниньш), автор скульптурной части (фигуры воинов) памятника Освободителям Риги (1985).
Мемориальная скульптура:
 памятники Иманту Судмалису, Джемсу Банковичу и неизвестным героям-комсомольцам (1954), актрисе Екатерине Бунчук (1971) на кладбище Райниса; памятники Илге Карлсоне (1959) и матери скульптора (1983) на Лесном кладбище.
Станковая скульптура:
 «Пушкин и няня» (1937), «Жертвы фашизма» (1950), «На целине» (1955), «Портрет архитектора Э. Е. Шталберга» (1956), «Герои гражданской войны Э. Берг и А. Железняк» (1957), «Крестьянин» (1960), «Хирург, полковник медицинской службы П. Этингер» (1965), «Боец интернациональной бригады А. Кочетков» (1975), «Портрет академика М. Келдыша» (1978).

## Награды и премии
- Государственная премия Латвийской ССР (1960)
- Ленинская премия (1970) — за мемориал в Саласпилсе
- Народный художник Латвийской ССР (1976)
- Орден «Знак Почёта» (03.01.1956)

|  |  |  |  |  |